# Thrypticomyia ponapicola
Thrypticomyia ponapicola là một loài ruồi trong họ Limoniidae. Chúng phân bố ở miền Australasia.